# Solidaires Informatique
Solidaires Informatique est un syndicat national, membre de l’union syndicale Solidaires qui défend les travailleurs du numérique, des bureaux d'études et du jeu vidéo.
Le syndicat est né en 2011 à la suite des évolutions des métiers de télécoms et de la métallurgie[réf. nécessaire] et l’apparition d’un secteur informatique fort dans l’économie française.

## Organisation et implantation
Le syndicat regroupe plusieurs centaines d'adhérents répartis sur différentes sections territoriales 
- Auvergne
- Bouches du Rhône
- Gironde
- Île de France
- Ille-et-Vilaine
- Isère
- Loiret
- Nord
- Pays de la Loire
- Rhône
- Toulouse

Le syndicat est présent dans un ensemble de sections d’entreprises
- AFD Technologies
- Astek
- Atos
- Blizzard
- Cedaet
- Computacenter
- ESI
- Euro Engineering (Ajilon)
- Hardis (Groupe)
- Inetum
- Ipanema / Infovista
- NextiraOne
- Open
- OVHcloud
- Partenor
- Proservia
- Redhat
- Segula
- SIS
- Sogeti
- Solocal
- Solutec
- SopraSteria Group, Sopra I2S, et Sopra HR Software
- Stormshield
- Systerel
- Ubisoft Paris
- Unisys
- UTI (Groupe)

## Polémiques
À la suite de la publication par Solidaires Informatique et Games Workers Unite en 2019 d'un appel à témoignage pour des faits de harcèlements sexuels et d'agressions, l'entreprise Quantic Dream porte plainte contre le syndicat pour diffamation.
En octobre 2021, l'homme politique Georges Kuzmanovic est licencié de l'entreprise Ubisoft. La section Solidaires Informatique présente dans l'entreprise publie un tract en réaction à son départ, déclarant que sa présence dans l'entreprise ne sera pas regrettée et mentionne ses prises de positions sur l'immigration ou sa proximité avec des personnalités d'extrême droite. En réponse, l'homme politique annonce porter plainte pour diffamation.

## Textes d’orientation
Solidaires Informatique présente des textes d’orientation présentant certaines de ses positions. On retrouve des orientations sur :
- Participation à l’union Solidaires
- Contre le sexisme
- À propos de l’urgence écologique et de l’impact du numérique
- Pour une sécurité sociale, universelle et solidaires
- À propos du télétravail
- À propos du syndicalisme de lutte dans l’informatique et le logiciel libre
- À propos du vote électronique